# Ісаак де Банколе
Ісаак де Банколе (фр. Isaac de Bankolé;  12 серпня 1957, Абіджан, Кот-д'Івуар) — французький та американський актор івуарійського походження.
Народився в місті Абіджан в Кот д'Івуарі у сім'ї вихідців з Беніну. Емігрував до Франції, навчався в Парижі на пілота цивільної авіації, потім став актором, закінчивши Курси Симона. З 2001 року живе у Нью-Йорку.
Знявся у більш ніж тридцяти фільмах, зокрема в таких як «Мандерлей» Ларса фон Трієра, чотири фільми Джима Джармуша («Ніч на Землі», «Собака-привид: Шлях самурая», «Кава та сигарети», головна роль у «Межах Контролю») та «Казино „Рояль“» (2006), де зіграв терориста Стівена Обанно. В 1987 був нагороджений премією «Сезар» як найперспективніший актор.

У 2000—2003 був одружений з американською джазовою співачкою Кассандрою Вілсон.

## Вибрана фільмографія
- 1988 — Шоколад / Chocolat — Protée
- 1991 — Ніч на Землі / Night on Earth — Таксист (Париж)
- 1998 — A Soldier's Daughter Never Cries — Мамаду
- 1999 — Пес-примара: Шлях самурая / Ghost Dog: The Way of the Samurai — Раймон
- 2003 — Кава та сигарети / Coffee and Cigarettes — Ісаак
- 2004 — З інших світів / From Other Worlds — Банколе
- 2005 — Мандерлей / Manderlay — Тімоті
- 2006 — Казино «Рояль» / Casino Royale — Стівен Обанно
- 2007 — Битва у Сієтлі / Battle in Seattle — Абасі
- 2007 — Скафандр та метелик / Le scaphandre et le papillon — Лоран
- 2009 — Межі Контролю / The Limits of Control — Головна роль кілера
- 2009 — White Material — Боксер
- 2024 — Бруталіст / The Brutalist — Гордон